# Quererlo todo
Quererlo todo é uma telenovela mexicana produzida por Ignacio Sada Madero para a Televisa e exibida pelo Las Estrellas de 9 de novembro de 2020 a 25 de abril de 2021, substituindo Y mañana será otro día e sendo substituída por Diseñando tu amor, reativando o horário desligado desde o fim de sua antecessora em 2018. 
É um remake da telenovela argentina Herencia de amor, produzida em 2009.
É protagonizada por Michelle Renaud e Danilo Carrera; antagonizada por Víctor González, Sara Corrales, Scarlet Gruber, Alexis Ayala e Luz María Jerez. Conta com atuações estelares de Eugenia Cauduro, Roberto Blandón, Mimi Morales, Juan Ángel Esparza, Claudia Troyo, Gina Pedret e Sachi Tamashiro, e os primeiros atores Olivia Bucio, Alejandro Tommasi e Manuel Ojeda.

## Sinopse
Este drama romântico conta a história de Valeria Fernández, que foi a namorada de Leonel Montes ao longo da vida sem nunca questionar seu amor por ela. Depois que o pai de Leonel, um rico proprietário de terras, morre, uma guerra começa entre os herdeiros pela fortuna. No meio dessa comoção, Valéria conhece Mateo Santos, filho do executor da herança, e se apaixona por sua nobreza e paixão pela vida. Valéria precisará encontrar forças para se reinventar longe da sombra de Leonel e, assim, ter a oportunidade de viver um amor sincero com Mateo.

## Elenco
- Michelle Renaud - Valeria Fernández Cosio / Sonia Rodríguez Vidal
- Danilo Carrera - Mateo Santos Coronel / Mateo Montes Santos
- Víctor González - Leonel Montes Larraguibel
- Sara Corrales - Sabina Curiel de Montes
- Scarlet Gruber - Sandra "Sandy" Cabrera Téllez de Santos
- Alexis Ayala - Artemio Cabrera
- Olivia Bucio - Dalia Coronel de Santos
- Eugenia Cauduro - Esmeralda Santos Coronel
- Alejandro Tommasi - Aarón Estrada
- Luz María Jerez - Minerva Larraguibel Vda. de Montes
- Roberto Blandón - Tirso Quintero
- Mimi Morales - Magdalena "Magda" Bustamante / Lucía Rodríguez Vidal
- Juan Ángel Esparza - Padre Gabriel
- Claudia Troyo - Luisa Zermeño de Cabrera
- Sachi Tamashiro - Berenice "Bere" Cabrera Téllez
- Gina Pedret - Eva Telléz de Cabrera
- Ignacio Guadalupe - Servando
- Rubén Branco - Remigio "Remi" Blanco
- Jorge Gallegos - Basurto
- Lalo Palacios - Lorenzo
- Marcos Montero - Alejandro "Chacho" Moreno
- Fabiola Andere - Corina
- Enrique Montaño - Juan Galindo Ceballos
- Karen Leone - Camelia
- Igancio "Nacho" Ortiz Jr. - Facundo
- Zoé Itzayana - Ángela "Angelita" Montes Curiel / Ángela "Angelita" Quintero Curiel
- Manuel Ojeda - Don Patricio Montes Navarrete
- Mirta Reneé - Amara Estrada Granier
- Martín Muñoz - el Dr. Flavio Orellana
- Eduardo Marbán - Fernando "Fercho" Reynoso
- Vanessa Mateo - Jessica
- Gregorio Reséndiz
- Jonathan Ochoa - Roberto "Tito" Arana
- Mundo Siller - Justino
- Ricardo Vera - el Lic. Guillermo Riverol
- Oscar Medellin - Carlos Rosselli
- Kelchie Arizmendi - Cleo Valencia
- Lesslie Apodaca - Flor
- Fanny López

## Curiosidades
- A Televisa extinguiu o horário às 16h30 em 2018, após a audiência insatisfatória de Y mañana será otro día. Reprises de telenovelas clássicas foram exibidas no lugar de inéditas, até então. O horário volta a exibir conteúdo inédito a partir de "Quererlo todo" e encerrando o ciclo de reprises com Soy tu dueña.[4]
- Sara Corrales, Zuria Vega e Maite Perroni estavam em cotadas para o papel principal. Corrales perdeu para Michelle Renaud, mas permaneceu no elenco como a principal vilã.

## Audiência
| Horário             | # Eps. | Estreia                | Estreia           | Final               | Final           | Posição | Temporada | Classificação geral |
| Horário             | # Eps. | Data                   | Primeiro capítulo | Data                | Último capítulo | Posição | Temporada | Classificação geral |
| ------------------- | ------ | ---------------------- | ----------------- | ------------------- | --------------- | ------- | --------- | ------------------- |
| Segunda—Sexta 16h30 | 122    | 09 de novembro de 2020 | 3.2               | 25 de abril de 2021 | 2.6             | #1      | 2020      | 2.66                |